# Johann Cristani von Rall
Johann Nepomuk Claudius Cristani von Rall, scris uneori Cristani-Rall sau Christani von Rall, (n. 1729 - d. 2 august 1796) a fost un feldmareșal austriac din familia Cristani von Rall, originară din Tirol, stabilită la Salzburg în 1732.
Tatăl său a fost Hieronymus Cristani von Rall⁠(de)[traduceți] (Gerolamo Cristani di Rallo), consilier și cancelar al arhiepiscopului Leopold Anton von Firmian⁠(de)[traduceți] al Arhidiecezei de Salzburg, din inițiativa căruia au fost colonizați în Transilvania landlerii de origine austriacă.
Johann Cristani von Rall a participat în anii 1757-1758 la campaniile din Rusia ale Războiului de șapte ani.
În anul 1790, din ianuarie până în noiembrie, a fost general comandant ad interim al armatei imperiale din Transilvania, cu sediul la Sibiu.